# Prepositura di Berchtesgaden
La Prepositura di Berchtesgaden o Principato Prepositurale di Berchtesgaden fu uno Stato ecclesiastico del Sacro Romano Impero che godeva del privilegio dell'immediatezza imperiale.
Dal punto di vista ecclesiastico costituì una circoscrizione nullius dioecesis, ossia indipendente dalla giurisdizione dei vescovi e immediatamente soggetta alla Santa Sede.

## Territorio
Il territorio del principato comprendeva i territori della valle di Berchtesgaden, ovvero gli attuali comuni di Berchtesgaden, Bischofswiesen, Marktschellenberg, Ramsau e Schönau am Königssee, e un gran numero di città extraterritoriali.

## Storia
Il monastero, dedicato a San Pietro e a San Giovanni Battista, venne fondato per una comunità di canonici Agostiniani dal conte Berengario II di Sulzbach nel 1102 secondo la volontà della madre, la contessa Irmgard.
Il sito del monastero era un punto strategico di fondamentale importanza: innanzitutto era situato in un'area vicina ai depositi di sale, e poi si presentava come uno stato cuscinetto tra i suoi ben più grandi confinanti, il Ducato di Baviera e l'Arcivescovato di Salisburgo, il che giocò favorevolmente al suo sviluppo. Inoltre, la valle di Berchtesgaden è interamente racchiusa e difesa da alte catene montuose, eccetto un piccolo punto di accesso a nord, il che la rese per questo quasi inespugnabile. Con queste circostanze, i prevosti incontrarono notevoli difficoltà a mantenere l'indipendenza del monastero, che divenne un'Abbazia Imperiale nel 1194. Nel 1380 il prevosto venne nominato Principe dell'Impero e dal 1559 ottenne la possibilità di avere un seggio al Reichstag come Principe-Prevosto, un rango spesso comparato a quello di Principe-Vescovo.
I Principi-Prevosti, di consueto, mantenevano le posizioni dell'alto clero e risiedevano spesso fuori dei confini delle proprie giurisdizioni, ma potevano anche rimanere in loco.
Durante tutto il XVII e XVIII secolo il titolo di Prevosto di Berchtesgaden fu esclusivo appannaggio della famiglia reale bavarese.
Nel 1803 la prepositura ed i suoi territori vennero secolarizzati e passarono dapprima all'Elettorato di Salisburgo (che però ebbe breve vita) e quindi, nel 1805 all'Austria, e finalmente nel 1810 alla Baviera. Le strutture del monastero vennero utilizzate per un certo periodo come caserme, ma nel 1818 il monastero venne designato quale residenza reale dei Wittelsbach, che lo utilizzarono come residenza estiva.
Con la revisione delle diocesi tedesche della prima metà dell'Ottocento, il territorio dell'antica prepositura nullius di Berchtesgaden entrò a far parte, in virtù della bolla Dei ac Domini Nostri del 1º aprile 1818, dell'arcidiocesi di Monaco e Frisinga.
Sino alla fine della monarchia bavarese, il monastero aveva mantenuto lo statuto di proprietà privata dei Wittelsbach (Wittelsbacher Ausgleichsfond). Attualmente alcune sale del palazzo prepositurale sono aperte al pubblico, mentre altre sono ancora oggi abitate dagli eredi dei Wittelsbach. La chiesa del monastero è attualmente chiesa parrocchiale.

## Cronotassi

### Prevosti di Berchtesgaden (1111-1559)
- Eberwin 1111-1142
- Ugo I 1142-1148
- E§nrico I 1148-1174
- Teodorico 1174-1178
- Federico I 1178-1188
- Bernardo I di Schönstätten 1188-1201
- Gerardo 1201
- Ugo II 1201-1210
- Konrad Garrer 1210-1211
- Frederich II Ellinger 1211-1217
- Enrico II 1217-1231
- Federico III di Ortenburg 1231-1239
- Bernardo II 1239-1252
- Corrado II 1252
- Enrico III 1252-1257
- Konrad III von Medling 1257-1283
- Johann I Sachs von Sachsenau 1283-1303
- Hartung von Wildon 1303-1306
- Eberhard Sachs von Sachsenau 1306-1316
- Konrad IV Tanner 1316-1333
- Heinrich IV von Inzing 1333-1351
- Reinhold Zeller 1351-1355
- Otto Tanner 1355-1357
- Peter I Pfaffinger 1357-1362
- Jakob I von Vansdorf 1362-1368
- Greimold Wulp 1368-1377
- Ulrich I Wulp 1377-1384 con
  - Sieghard Waller 1381-1384
- Konrad V Thorer von Thörlein 1384-1393
- Pilgrim von Puchheim 1393-1396
- Gregorius Schenk von Osterwitz 1396-1403
- Berthold von Wehingen 1404
- Peter II Pienzenauer 1404-1432
- Johann II Praun 1432-1446
- Bernhard III Leuprechtinger 1446-1473
- Erasmus Pretschlaiffer 1473-1486
- Ulrich II Pernauer 1486-1496
- Balthasar Hirschauer 1496-1508
- Gregor Rainer 1508-1522
- Wolfgang I Lenberger 1523-1541
- Wolfgang II Griestätter 1541-1559

### Principi-Prevosti di Berchtesgaden (1559-1803)
- Wolfgang II Griestätter 1559-1567
- Jakob II Putrich 1567-1594
- Ferdinando di Baviera 1594-1650
- Massimiliano Enrico di Baviera 1650-1688
- Giuseppe Clemente di Baviera 1688-1723
- Julius Heinrich von Rehlingen-Radau 1723-1732
- Cajetan Anton Notthafft von Weißenstein 1732-1752
- Michael Balthasar von Christalnigg 1752-1768
- Franz Anton Joseph von Hausen-Gleichenstorff 1768-1780
- Joseph Konrad von Schroffenberg 1780-1803